# Чётные и нечётные числа
Чётность в теории чисел — характеристика целого числа, определяющая его способность делиться нацело на два.

## Определения
- Чётное число — целое число, которое делится на 2 без остатка: …, −4, −2, 0, 2, 4, 6, 8, …

- Нечётное число — целое число, которое не делится на 2 без остатка: …, −3, −1, 1, 3, 5, 7, 9, …

Если m чётно, то оно представимо в виде {\displaystyle m=2k}, а если нечётно, то в виде {\displaystyle m=2k+1}, где {\displaystyle k\in \mathbb {Z} }.
С точки зрения теории сравнений, чётные и нечётные числа — это элементы соответственно классов вычетов [0] и [1] по модулю 2.

## Арифметика
| - Сложение и вычитание: - Чётное ± Чётное = Чётное - Чётное ± Нечётное = Нечётное - Нечётное ± Нечётное = Чётное | - Умножение: - Чётное × Чётное = Чётное - Чётное × Нечётное = Чётное - Нечётное × Нечётное = Нечётное |  |

- Деление:
  - Чётное / Чётное: однозначно судить о чётности результата невозможно (если результат — целое число, то оно может быть как чётным, так и нечётным)
  - Чётное / Нечётное: если результат — целое число, то оно Чётное
  - Нечётное / Чётное: результат не может быть целым числом, и соответственно обладать атрибутами чётности не может
  - Нечётное / Нечётное: если результат — целое число, то оно Нечётное

## Признак чётности

### В десятичной системе счисления
Если в десятичной форме записи числа последняя цифра является чётной (0, 2, 4, 6 или 8), то всё число также является чётным, в противном случае — нечётным.
42, 104, 11110, 9115817342 — чётные числа.
31, 75, 703, 78527, 2356895125 — нечётные числа.

### В других системах счисления
Для всех систем счисления с чётным основанием (например, для шестнадцатеричной), действует тот же признак чётности: число делится на 2, если его последняя цифра делится на 2.
Для систем счисления с нечётным основанием существует другой признак чётности: число чётно тогда и только тогда, когда чётна сумма его цифр. Например, число, обозначаемое записью «136», чётно в любой системе счисления, начиная с семеричной.

## История и культура
Понятие чётности чисел известно с глубокой древности и ему часто придавалось мистическое значение. В китайской космологии и натурософии чётные числа соответствуют понятию «инь», а нечётные — «ян».
В разных странах существуют связанные с количеством даримых цветов традиции. Например в США, Европе и некоторых восточных странах считается, что чётное количество даримых цветов приносит счастье. В России и странах СНГ чётное количество цветов принято приносить лишь на похороны умершим. Однако, в случаях, когда в букете много цветов (обычно больше 11), чётность или нечётность их количества уже не играет никакой роли. Например, вполне допустимо подарить даме букет из 12, 14, 16 и т. д. цветов или срезов кустового цветка, имеющих множество бутонов, у которых они, в принципе, не подсчитываются. Тем более это относится к бо́льшему количеству цветов (срезов), даримых в других случаях.

## Практика
- Согласно Правилам дорожного движения в зависимости от чётности или нечётности числа месяца может быть разрешена стоянка под знаками 3.29, 3.30.
- В высших учебных заведениях со сложными графиками учебного процесса применяются чётные и нечётные недели (могут называться также первыми и вторыми, верхними и нижними). Внутри этих недель отличается расписание учебных занятий и в некоторых случаях время их начала и окончания. Такая практика применяется для равномерности распределения нагрузки на студентов, преподавателей, по аудиториям, учебным корпусам. Дисциплины небольшого объёма  ставятся в расписание 1 раз в 2 недели, в результате чего преподавателей и студентов не возникает чрезмерной нагрузки в начале семестра и резкого падения ее - в конце: количество учебных часов в неделю остается примерно одинаковым на протяжении всего семестра.
- Четность/нечётность чисел широко применяется на железнодорожном транспорте:
  - При движении поезда ему присваивается маршрутный номер, который может быть чётным или нечётным в зависимости от направления движения (прямое или обратное). Например, поезд «Россия» при следовании из Владивостока в Москву имеет номер 001, а из Москвы во Владивосток — 002;
  - Чётностью/нечётностью на сленге железнодорожников обозначается направление, в котором проходит поезд через станцию (пример объявления «По третьему пути пройдёт нечётный поезд»);
  - Места в плацкартных и купейных вагонах всегда распределяются: чётные — верхние, нечётные — нижние.
  - С чётными и нечётными числами месяца долгое время были увязаны графики движения пассажирских поездов, следующих через один день. При совпадении двух подряд нечётных чисел (с 29 или 31 на 1 число) поезда могли назначаться не через день, а через два дня (если он отправляется по чётным) или на следующий день. Но такая практика была неудобна для железнодорожников, и с распространением интернета и продаж билетов онлайн от поддержания таких графиков постепенно отказались: пассажиры знают, что поезда отправляются через день, а конкретную дату всегда можно уточнить в интернете. После каждого месяца с нечётным количеством дней графики движения смещаются с чётных чисел на нечётные и наоборот[5].